# Kostas Murkudis

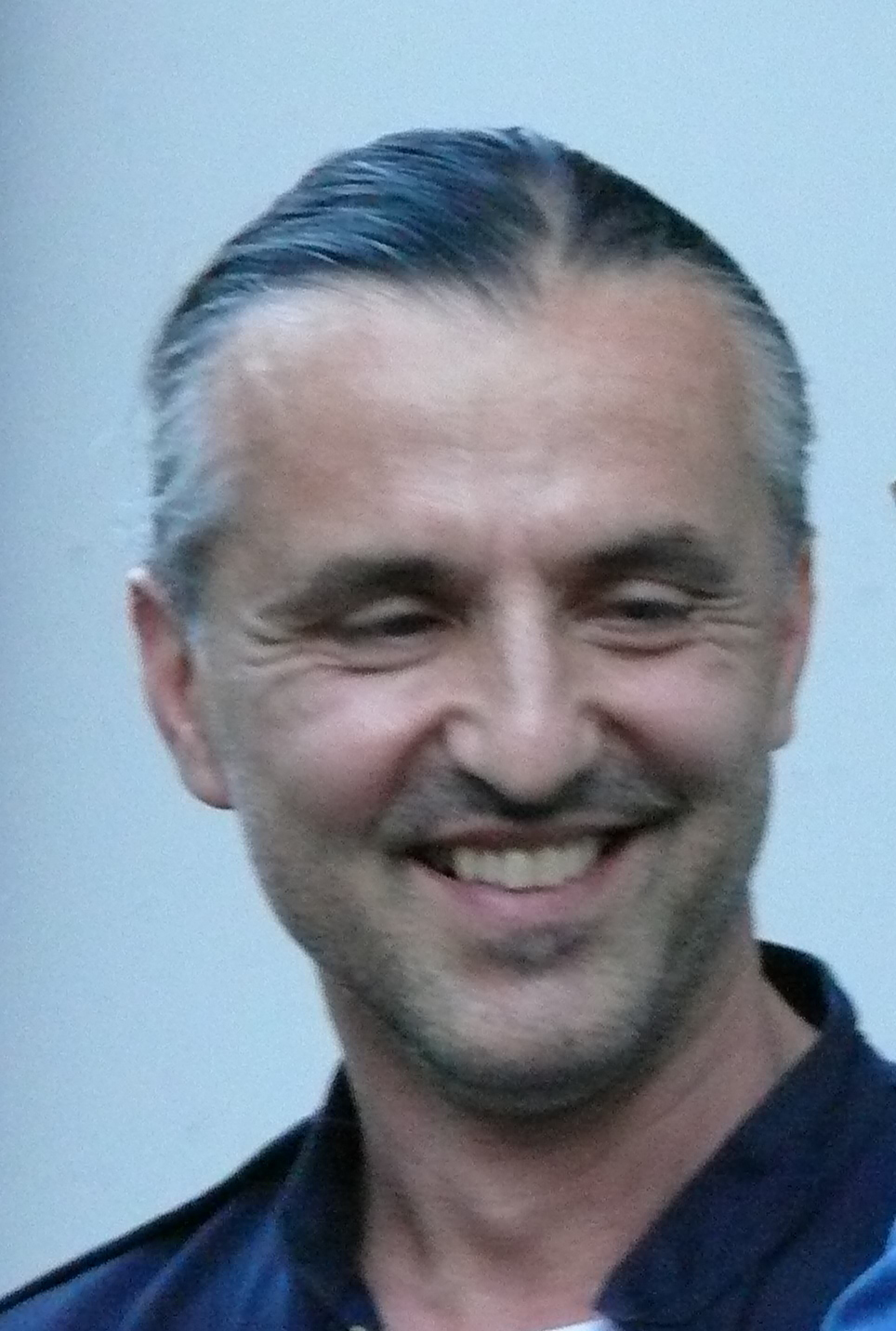
Kostas Murkudis 2011

Kostas Murkudis (Κώστας Μουρκούδης; * 1959 in Dresden) ist ein deutscher Modeschöpfer griechischer Herkunft. Von 1986 bis 1993 arbeitete er als Assistent bei Helmut Lang und gründete 1994 seine eigene Firma.

## Leben
Der Sohn griechischer Eltern wuchs in Dresden auf und studierte zunächst Chemie, bevor er sich an der Designfachschule des Lette-Vereins in Berlin dem Modedesign zuwandte. Nach einer Saison bei Wolfgang Joop begann er 1986 eine sieben Jahre lange, intensive Zusammenarbeit mit Helmut Lang. In dieser Zeit wurde er zur „rechten Hand“ des Wiener Designers. Danach begann Murkudis in München – nachdem er Preisträger des Philipp-Morris Design Awards geworden war – eine eigene Kollektion unter dem Namen „Kostas Murkudis“ zu erarbeiten. Eine Modenschau in Paris folgte – die Premiere der Damenkollektion auf diesem ersten Defilee vor hochkarätigem Publikum war ein großer Erfolg. Eine Herrenkollektion kam hinzu.
Murkudis liebt Galerie- und Museumsbesuche und vergleicht seine Arbeit mit der eines Restaurators.
Im Auftrag von Renzo Rosso (Diesel) war Kostas Murkudis von 2000 bis 2003 zusätzlich als Chefdesigner für die italienische Marke „New York Industries“ verantwortlich. Ab 2003 profilierte sich Kostas Murkudis in unterschiedlichsten Kooperationen, u. a. mit Johnstons Cashmere, Schiesser, Mykita, Pringle of Scotland, Ludwig Reiter Schuhmanufaktur etc., als vielseitiger Gestalter.
Im Jahre 2010 zeigte Murkudis im Museum für Moderne Kunst in Frankfurt am Main im Rahmen einer Veranstaltung zu der Ausstellung Not in Fashion. Mode und Fotografie der 90er Jahre seine Mode im Zusammenspiel mit Licht- und Toneffekten von Carsten Nicolai alias Alva Noto. Zahlreiche Zusammenarbeiten mit dem Künstler folgten, u. a. eine weitere Show im Rahmen der Berliner Modewoche 2011.
2011/2012 arbeitete Kostas Murkudis bei Balenciaga und Pringle of Scotland als Womenswear Freelance Designer bzw. Consultant. Von 2012 bis Ende 2013 war Kostas Murkudis Kreativdirektor des Labels Closed.
Von Juli 2015 bis Februar 2016 zeigt das Frankfurter Museum für Moderne Kunst im MMK 2 die Ausstellung Tuchfühlung. Kostas Murkudis und die Sammlung des MMK.
Kostas Murkudis arbeitet am eigenen Label und beteiligt sich nebenher als Gestalter an ausgewählten Projekten. Er lebt und arbeitet in Berlin.

## Preise
- 1994: 1. Preisträger des Philipp-Morris Design Awards